# Parco nazionale di Ben En
Il parco nazionale di Ben En (in vietnamita:Vườn quốc gia Bến En) è un'area naturale protetta del Vietnam. Viene definito "parco nazionale - zona cuscinetto" dal World Database on Protected Areas (WDPA). È stato istituito nel 1992 e occupa una superficie di 14,735 ha.
Le coordinate del parco sono: da 19°31′ a 19°43′ N, e da 105°25′ a 105°38′ E.